# Lago Brocan
Il lago Brocan è un lago montano situato a 2000 metri di quota nel territorio del comune di Entracque, valle Gesso, in provincia di Cuneo. Si trova in prossimità del rifugio Genova-Figari e della diga del Chiotas.

## Descrizione
Si tratta di un lago naturale, posto in una bella conca alpestre dominata da cime rocciose che superano i 3000 metri. 
Viene alimentato dalla fusione della neve e dalle valanghe che si staccano dai valloni sovrastanti; già gelato in autunno, risulta ancora ghiacciato in primavera inoltrata.
Il lago fa parte del Parco naturale delle Alpi Marittime.

## Accesso
Passato l'abitato di Borgo San Dalmazzo si prosegue verso Valdieri e superato quest'ultimo, al bivio per Sant'Anna di Valdieri si seguono le indicazioni per Entracque.
Dopo circa 500 metri si svolta destra verso San Giacomo e da lì si comincia a salire verso la diga della piastra e la diga del Chiotas.
Una volta superata la diga della piastra, si giunge al lago della Rovina.
Da qui, parte il sentiero segnavia M8 che sale ripido fino ad arrivare in prossimità della diga e dopo, percorrendo il lato S-O del bacino, raggiunge il Rifugio Genova-Figari. Poche centinaia di metri oltre, si estende il Lago Brocan.

## Fauna
In prossimità del lago si possono incontrare esemplari di stambecco o più raramente, esemplari di camoscio.

## Storia
Un progetto della P.C.E. ( Piemonte Centrale di Elettricità) del 1924, prevedeva la costruzione  di una diga in calcestruzzo, con un volume di 30.000 m³ per ottenere una capacità d'invaso del lago di 3.000.000 di m³, inserito poi nell'asta idroelettrica dell'alto Gesso. Costo previsto dei lavori 4.000.000 £. Progetto poi non realizzato

## Galleria d'immagini

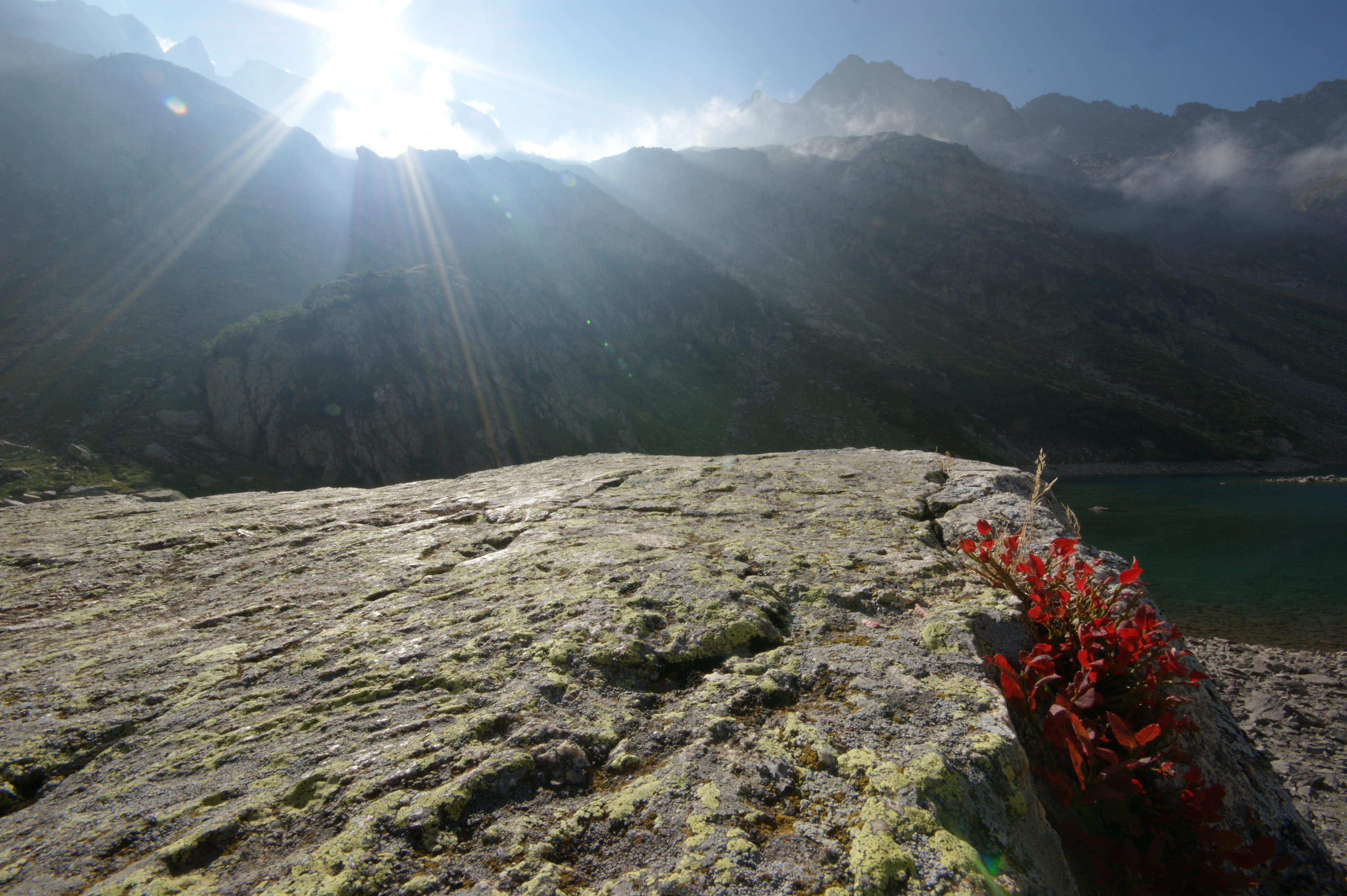
Lago Brocan
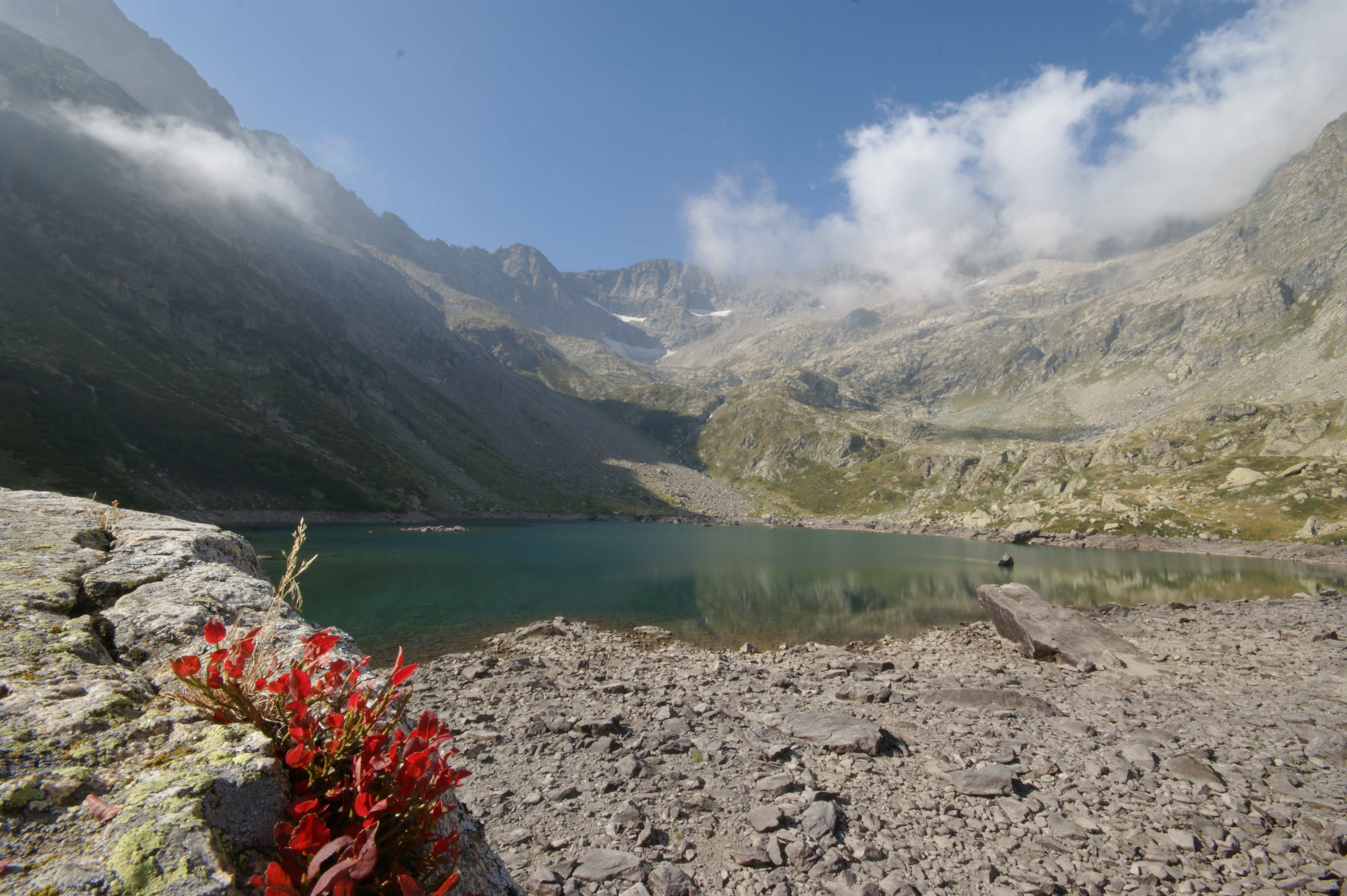
Lago Brocan